# Долс, Джордж
Джордж Пирс Долс (англ. George Pierce Doles) (14 мая 1830 — 2 июня 1864) — американский бизнесмен и военный из штата Джорджия, генерал армии Конфедерации в годы гражданской войны. Его бригада играла важную роль в разгроме XI федерального корпуса в первый день сражения при Геттисберге. Погиб от пули снайпера в сражении при Колд-Харбор.

## Ранние годы
Долс родился в городе Милледжвилл (Джорджия), в семье Джошиа и Марты (Пирс) Долс. Его отец был портным. Долс учился в обычной городской школе, а в 16 лет попытался уехать в Мексику для участия в Мексиканской войне, но родители успели пресечь эту попытку. В итоге он стал успешным бизнесменом в Милледжвилле и был избран в капитаны ополчения штата.

## Гражданская война
Когда Джорджия вышла из состава Союза, Долс записался в армию Конфедерации. Его ополченцы поступили точно так же, и их свели в роту «Е» в 4-й джорджианский пехотный полк. Долс поступил на службу 26 апреля 1861 года непосредственно в Милледжвилле и на следующий день отбыл в Огасту. 9 мая 1861 года он стал полковником своего полка, который вошел в состав Северовирджинской армии и участвовал в Семидневной битве, (в составе бригады Эмброуза Райта, в дивизии Хьюджера), где Долс был ранен в бою у Малверн-Хилл.
В ходе Мэрилендской кампании осени 1862 года полк Долса входил в бригаду Росвелла Рипли в дивизии Дэниеля Хилла. Он прикрывал отступление армии, сражаясь у Южной горы, а когда Рипли был ранен в сражении при Энтитеме, Долс временно принял командование бригадой. Бригаду в итоге оставили под его командованием, а 1 ноября 1862 года Долс получил звание бригадного генерала. Он успешно командовал этой бригадой при Фредериксберге и Чанселорсвилле.

### Чанселорсвилл
19 января 1863 года, еще до Чанселорсвилла, несколько бригад Северовирджинской армии были переформированы так, чтобы в бригаде служили по возможности солдаты из одного штата. Поэтому 1-й Северокаролинский и 3-й Северокаролинский полки были выведены из бригады, а вместо них были введены 12-й и 21-й джорджианские полки. Таким образом, перед началом Чанселорсвиллской кампании бригада Долса состояла из четырех джорджианских полков.
- 4-й Джорджианский пехотный полк: полковник Филип Кук[англ.]
- 12-й Джорджианский пехотный полк: полковник Эдвард Уиллис
- 21-й Джорджианский пехотный полк: полковник Джон Мерсер
- 44-й Джорджианский пехотный полк: полковник Джон Эстес

### Геттисбергская кампания
Во время Геттисбергской кампании бригада Долса насчитывала примерно 1300 человек и состояла в дивизии Роберта Роудса. 1 июля 1863 года, в первый день сражения при Геттисберге, когда дивизия Роудса атаковала фланг I корпуса Потомакской армии, бригада Долса находилась на левом фланге дивизии, прикрывая наступающую бригаду О'Нила. Долс атаковал позиции дивизии Барлоу из XI федерального корпуса в полях около реки Рок-Крик. Когда дивизия Эрли пошла в наступление, бригада Долса присоединилась к нему и отбросила пикеты противника — 68-й Нью-Йоркский полк из бригады фон Гильза, которые обратились в бегство и расстроили ряды бригады Эймса. Затем была атакована сама бригада Эймса, 107 и 25-й Огайские полки, которые так же начали отступать. Заметив наступление Долса, генерал Шиммельфениг приказал 157-му Нью-Йоркскому полку развернуться и атаковать Долса в правый фланг. Бригада не сразу заметила этот манёвр: все верховые офицеры оказались на левом фланге бригады, а самого Долса сбросила лошадь и он из-за своего небольшого роста не заметил наступающий через пшеницу полк противника. 157-й смог подойти к бригаде Долса на 50 метров, но затем 21-й Джорджианский развернулся в его сторону, за ним 44-й Джорджианский, и затем остальные полки бригады.
Именно атака Долса, при поддержке бригады Гордона, в итоге обратила в бегство XI корпус и заставила его в беспорядке отступать через Геттисберг на Кладбищенский холм. 2 июля предполагалась атака бригад Родса на Кладбищенский хребет, но она не осуществилась. «Атакующая колонна состояла из бригады Рамсера, Иверсона, моей. Мы двинулись вперед и подошли к противнику на 100 ярдов. После совещания с генералами Рамсером и Иверсоном линиям было приказано отступить назад на грунтовку, находившуюся примерно в 300 ярдах позади».
В рапорте Долс приводит следующую статистику потерь в своей бригаде в ходе сражения:
| Части   | убито офицеров | убито рядовых | ранено офицеров | ранено рядовых | пропало офицеров | пропало рядовых | Всего |
| ------- | -------------- | ------------- | --------------- | -------------- | ---------------- | --------------- | ----- |
| 4-й ДЖ  | 2              | 7             | 3               | 26             | ---              | 7               | 45    |
| 12-й ДЖ | ---            | 4             | 2               | 33             | ---              | 10              | 49    |
| 21-й ДЖ | ---            | 1             | ---             | 11             | ---              | 5               | 17    |
| 44-й ДЖ | ---            | 10            | 6               | 43             | ---              | 9               | 68    |
| Всего   | 2              | 22            | 11              | 113            | --               | 31              | 179   |

Итого 179 из 1 369.

### После Геттисберга
В последующих сражениях 1863 года — кампании Бристо и кампании Майн-Ран — бригада Долса существенного участия не принимала.
В 1864 году бригада Долса участвовала в Оверлендской кампании: в сражении в Глуши и в сражении при Спотсильвейни, где обороняла участок, известный как «Подкова мула», и где она была 10 мая атакована превосходящими силами противника. В этом бою бригада потеряла 650 человек, из них 350 — пленными. Сам Долс избежал плена, но в последующем сражении — при Колд-Харбор — когда Долс инспектировал позиции у Бетесда-Черч, федеральный снайпер попал ему в левую половину груди. Долс умер на месте. Полковник Филип Кук (командир 4-го джорджианского полка) возглавил бригаду. Историк Эзра Уорнер назвал гибель Долса ярким примером вымирания командных кадров Северовирджинской армии летом 1864 года.
Долс был похоронен в Милледжвилле, Джорджия, на кладбище Мемори-Хилл-Семетери.